# Virgin Galactic Unity 22
Virgin Galactic Unity 22 — суборбитальный космический полет космического корабля VSS Unity класса SpaceShipTwo, запущенный 11 июля 2021 года. В состав экипажа входили пилоты Дэвид Маккэй и Майкл Мазуччи, а также пассажиры Сириша Бандла, Колин Беннет, Бет Мозес и Ричард Брэнсон.

## Хронология
7 июня 2021 года Джефф Безос объявил, что планирует совершить первый пилотируемый полет Blue Origin, что означало, что он будет участником первого пилотируемого суборбитального полета в космос частной компании, полностью финансируемого за счет собственных средств. В последующие дни начали распространяться слухи о том, что Ричард Брэнсон оформлял документы для совершения суборбитального полёта в рамках своей компании, опередив Джеффа Безоса. Начались споры о том, действительно ли Virgin Galactic, которая собирается приблизиться к линии Кармана, не достигая её, будет первой коммерческой компанией, совершившей полёт в космос. Соединенные Штаты и НАСА определяют границу космоса как 80 км над Землёй.
Несмотря на соперничество, получившее название «Космическая гонка миллиардеров», незадолго до полета Безос пожелал Брэнсону удачи в миссии. Основатель и главный исполнительный директор SpaceX Илон Маск лично встретился с Брэнсоном незадолго до полета.

## Экипаж
| Должность    | Имя Астронавта |
| ------------ | -------------- |
| Пилот        | Дэвид Маккэй   |
| Второй пилот | Майкл Мазуччи  |
| Пассажир     | Сириша Бандла  |
| Пассажир     | Колин Беннет   |
| Пассажир     | Бет Мозес      |
| Пассажир     | Ричард Брэнсон |

## Полёт
11 июля 2021 года на стартовую позицию космический аппарат VSS Unity, ранее носивший название VSS Voyager, вывел самолет-носитель VMS Eve компании Virgin Galactic — суборбитальный ракетный пилотируемый космоплан серии SpaceShipTwo. Экипаж испытательного полета Unity 22 Virgin Galactic вылетел из космопорта Америка в Нью-Мексико. Отделившись от самолета-носителя на высоте 15 километров, космолёт достиг апогея — 86,189 м и пролетел чуть выше границы космоса. Четыре пассажира и два пилота около четырех минут находились в состоянии невесомости. На запуске присутствовало множество гостей, в том числе, космические туристы, забронировавшие билеты на будущие полеты, стоимость которых — 250 000 долларов за место.
Дебаты по поводу того, был ли полёт официальным полётом в космос, закончились положительно: высота, достигнутая VSS Unity, является достаточной для экипажа на борту корабля, чтобы он получил звание астронавтов по стандартам, зафиксированые военными США, Федеральным авиационным управлением (FAA) и НАСА, которые устанавливают границу космического пространства на уровне 80 км (50 миль). Высота находится ниже линии Кармана — общепризнанной границы космического пространства, которая начинается на высоте 100 км (62 мили).
Полёт завершит программу исследований космического аппарата и обработку обширного анализа данных, осуществив переход к следующим этапам испытательных полётов. После двух запланированных дополнительных испытательных полётов компания планирует в 2022 году начать коммерческие аэрокосмические и космические путешествия.